# مارسینیو گوئریرو
مارسینیو گوئریرو (به پرتغالی: Márcio Glad) هافبک اهل برزیل است که در شهر Novo Horizonte و در تاریخ ۲۳ سپتامبر ۱۹۸۰ به دنیا آمده‌است.
مارسینیو گوئریرو در تیم‌های فوتبال Matonense سابقهٔ حضور دارد.